# 2ndハウス
『2ndハウス』（セカンドハウス）は、樫田正剛作・七瀬あゆむ画の漫画作品。『MANGAオールマン』に連載されていた。
2006年にはテレビドラマ化されている。

## テレビドラマ
2006年1月13日から3月31日まで毎週土曜日0:12 - 0:52（金曜日深夜）に、テレビ東京系の「ドラマ24」枠で放送された。主演は長野博と磯山さやか。
なお本項目では日時表記を日本標準時で記載し、提出された出典内容や公式サイトで表示されている内容とは異なる。
スポパラとしては前作の「嬢王」に続き、第二作目の連続ドラマ（「ドラマ24」の第2シリーズ）である。なお、テレビ東京「ドラマ24」の主演をジャニーズ事務所所属タレントが務めるのはこれが初（テレビ大阪は6日遅れの1月19日から4月6日）。

### ストーリー
サラリーマンの三澤耕一は、妻と子供に見放され、自分の居場所をなくしていた。そんなある日、会社の同僚3人と自由奔放の部屋・セカンドハウスを借りることを画策した。一方、女優を目指して上京した中嶋亜希は居心地の悪かった先輩の家から独立し、不動産屋へ足を運ぶ。しかし、亜希が目を付けていた物件は、すでに三澤たちのものになっていた。数日後、飲み屋で偶然鉢合わせした三澤と亜希。物件を巡って交渉した末、同僚たちが諸事情から企画をおりたこともあり、三澤が折れる形で亜希に譲渡した。そんなこんなで2人の奇妙な新生活がここから始まった。

### キャスト

#### 主要人物
三澤 耕一〈33〉
演 - 長野博（20th Century）
ゴールデンスポーツマーケティング部広報課。家庭に居場所が無く小心者で臆病。子供の頃の夢はパイロット。
中嶋 亜希〈22〉
演 - 磯山さやか
劇団レインボー団員。茨城県から上京し、女優を夢みて生活する女優の卵。
三澤 慶子〈34〉
演 - 今村恵子
三澤の妻。顔パックに余念が無く、夫よりも家庭では強い。

#### ゴールデンスポーツ
片山 良三〈30〉
演 - 山崎樹範
三澤の後輩。外人好きで、少しM気がある。
須藤 高雄〈33〉
演 - ムロツヨシ
三澤の同僚。AVビデオを見るのが唯一の至福の時。
田中 和弘〈45〉
演 - 小林すすむ
業務管理部で三澤の先輩。2DKに家族5人で暮らし、台所で寝起きしていて会社での昼弁当は自分で作っている。
川島 久美子〈25〉
演 - 中山恵
三澤の会社の茶髪OL。
村上 千鶴〈25〉
演 - 江本純子
三澤の会社の宝塚系OL。
岡部 純
演 - 白石知世
三澤の会社のメガネOL。
野々下 辰徳
演 - 佐戸井けん太
ゴールデンスポーツマーケティング部広報課で三澤の上司。

#### 妄想レディ
- 妄想レディ・1号（三澤が妄想する） - 津乃村真子
- 妄想レディ・2号（須藤が妄想する） - nao.
- 妄想レディ・3号（田中が妄想する） - 伊藤修子
- 妄想レディ・4号（片山が妄想する） - ハルカ・オース

#### 劇団レインボー
- 劇団レインボー団座長（演出家） - みのすけ
- 岸川京子（劇団の先輩女） - 野口かおる
- 梨本満（劇団員） - 唐橋充
- 尾上欽太郎（劇団員） - 深水元基

#### その他
- 美幸〈21〉（脱ぎ魔ナース・須藤が入院した病院の看護婦） - 手島優
- 加奈〈23〉（キス魔ナース） - 松島絵美
- 倉橋えり子（亜希の田舎の先輩） - 天宮まなみ
- 千葉かすみ（亜希の部屋の隣人・ヒロシの彼氏） - みひろ
- 山崎ヒロシ（亜希の部屋の隣人） - 小山弘訓
- 細井（不動産屋の店主） - 市川勇
- 近藤一彦（えり子の恋人） - 岡部尚
- 奈々江（亜希の田舎の先輩） - 久保麻衣子
- まちゃみ（亜希の田舎の先輩） - 田辺愛美
- 東海林幹男（プロデューサー） - 山崎銀之丞
- ベンガル（ベンガル一座の座長） - ベンガル（最終回ゲスト）
- 美咲ゆりあ、あすか、安間里恵、黒澤友子、秋葉やすこ、葉山リカ、三箇一稔、北野康広、机麻早美、福田健太郎、川島広輝、仁田宏和、押田佐代子、関口真太郎、山岸拓生、ウォリー小倉、松下卓也

### スタッフ
- 原作 - 樫田正剛（作）、七瀬あゆむ（画）
- 脚本 - 樫田正剛
- 監督 - 池澤辰也、大久保智己
- 主題歌 - 20th Century「夜汽車ライダー」 (avex trax)
- 挿入歌 - 長野博・井ノ原快彦「夕焼けドロップ」(avex trax)
- エンディングテーマ - TRF「Precious」 (avex trax)
- プロデューサー - 岡部紳二、山鹿達也（TX）、森下和清、大久保智己
- 製作 - テレビ東京、テレパック

### 放送日程
| 各話                                                       | 放送日        | サブタイトル                    | 演出       | 視聴率 |
| ---------------------------------------------------------- | ------------- | ------------------------------- | ---------- | ------ |
| 1st hole                                                   | 2006年1月13日 | ギャル同棲！夢のエプロンH生活   | 池澤辰也   | 7.4%   |
| 2nd hole                                                   | 2006年1月20日 | 潜乳H部屋…魅惑のポロリン！      | 池澤辰也   | 6.2%   |
| 3rd hole                                                   | 2006年1月27日 | 祝！初めての朝帰り甘ぁ〜い情事  | 池澤辰也   | 6.5%   |
| 4th hole                                                   | 2006年2月03日 | 愛と下心…30男の遅すぎた出会い   | 池澤辰也   | 4.6%   |
| 5th hole                                                   | 2006年2月10日 | くちびる接近…二人だけの甘い夜   | 大久保智己 | 4.7%   |
| 6th hole                                                   | 2006年2月17日 | 今夜…ラブホ突入！               | 大久保智己 | 5.3%   |
| 7th hole                                                   | 2006年2月24日 | 好きです…愛と涙のベッドイン     | 池澤辰也   | 6.4%   |
| 8th hole                                                   | 2006年3月03日 | 合鍵…戻れない二人熱愛キス…      | 池澤辰也   | 5.0%   |
| 9th hole                                                   | 2006年3月10日 | 涙…抱いてください裸の私を…      | 池澤辰也   | 5.6%   |
| 10th hole                                                  | 2006年3月17日 | 裸の二人…優しい愛結ばれた夜     | 池澤辰也   | 5.4%   |
| 11th hole                                                  | 2006年3月24日 | 不倫発覚!? 妻の逆襲二人の愛は…  | 池澤辰也   | 5.7%   |
| Last hole                                                  | 2006年3月31日 | 涙の決断…永遠の愛、妻か恋人か!? | 池澤辰也   | 6.1%   |
| 平均視聴率 5.74%（視聴率は関東地区・ビデオリサーチ社調べ） |               |                                 |            |        |

| テレビ東京 ドラマ24                     | テレビ東京 ドラマ24                         | テレビ東京 ドラマ24                             |
| 前番組                                  | 番組名                                      | 次番組                                          |
| --------------------------------------- | ------------------------------------------- | ----------------------------------------------- |
| 嬢王 （2005年10月7日 - 2005年12月23日） | 2ndハウス （2006年1月13日 - 2006年3月31日） | 下北GLORY DAYS （2006年4月14日 - 2006年7月7日） |